# Iwan Amons
Iwan Amons, w Polsce używał imienia Jan ros. Иван Харитонович Амонс (ur. 29 czerwca 1918 w Skarżycach k. Winnicy, zm. ?) – podpułkownik ludowego Wojska Polskiego, prokurator wojskowy.

## Życiorys
Urodził się w rodzinie chłopskiej. Był synem Hilarego i Anny z Tomaszów. Edukację rozpoczął w 1926 w Szkole Powszechnej w Skarżycach, a zakończył w 1934 jako absolwent dwuletnie Seminarium Nauczycielskie w Kijowie. W 1939 ukończył jeszcze jednoroczny kurs prawniczy dla prokuratorów i sędziów śledczych w Chabarowsku. Od 1935 zatrudniony w organach wymiaru sprawiedliwości ZSRR.
Powołany do czynnej służby wojskowej 10 lutego 1942). W latach 1942–1944 w stopniu podporucznika, służył jako oficer śledczy w 22 Gwardyjskim Korpusie Piechoty Armii Czerwonej. W 1943 walczył w okolicach Witebska. 10 czerwca 1944 skierowany do ludowego Wojska Polskiego, gdzie pełnił funkcję oficera śledczego prokuratury 1 Armii WP. Następnie pracował jako prokurator 2 Dywizji Piechoty, wiceprokurator prokuratury Korpusu Bezpieczeństwa Wewnętrznego, prokurator Wojskowej Prokuratury Rejonowej w Lublinie, prokurator Wojskowej Prokuratury Rejonowej w Gdańsku, radca prawny Wydziału IV Departamentu Służby Sprawiedliwości MON oraz prokurator Prokuratury Wojsk Lotniczych (11 sierpnia 1950-29 grudnia 1954). Po zwolnieniu ze służby wrócił do ZSRR.

### Działalność prokuratorska
Nie posiadał pełnego wykształcenia prawniczego. Mimo to oskarżał w licznych procesach politycznych przeciwko wyższym oficerom Wojska Polskiego, gdzie wyroki nosiły wszelkie znamiona mordów sądowych. Żądał jako prokurator kary śmierci m.in. w procesach przeciwko następującym oficerom:
- płk Józef Jungrav
- ppłk Władysław Minakowski
- płk Bernard Adamecki
- ppłk Stanisław Michowski
- płk August Menczak
- płk Szczepan Ścibior

Także:
- zatwierdził akty oskarżenia 20 członków grupy Armia Krajowa – „Syrena” z WSR w Gdańsku.
- był oskarżycielem członków organizacji niepodległościowej „Kochaj Ryzyko” przed WSR w Gdańsku
- był oskarżycielem w procesie 5 członków organizacji „Mściciele” skazanych 10 listopada 1949 przed WSR w Gdańsku.
- był oskarżycielem w procesie Ludwika Kamińskiego i Aleksandra Kurczewskiego przed WSR w Gdańsku
- był wojskowym prokuratorem KBW w Warszawie, który w dniu 23 lutego 1946 roku podpisał wykonanie wyroku śmierci na Antonim Wiszowatym s. Pawła (za przygotowanie zamachu na Władysława Gomułkę). Wyrok wykonano o godz. 8:00 w okolicach Warszawy. Ciała nigdy nie oddano.

## Awanse
- podporucznik – 1942
- porucznik – 18 sierpnia 1944
- kapitan – 15 stycznia 1945
- major – 4 grudnia 1945
- podpułkownik – 10 lipca 1948[1]

## Odznaczenia
- Order Wojny Ojczyźnianej II stopnia (za służbę w okresie 01.01.1945-28.04.1945[2])
- Krzyż Kawalerski Orderu Odrodzenia Polski